# Добровольне (Аургазинський район)
Доброво́льне (рос. Добровольное, башк. Добровольный) — присілок у складі Аургазинського району Башкортостану, Росія. Входить до складу Степановської сільської ради.
Населення — 64 особи (2010; 78 в 2002).
Національний склад:
- башкири — 41%
- українці — 32%